# Korszów (obwód rówieński)
Korszów (ukr. Коршів) – wieś na Ukrainie, w obwodzie rówieńskim, w rejonie rówieńskim, w hromadzie Zdołbica. W 2001 liczyła 218 mieszkańców.
W okresie międzywojennym wieś znajdowała się w granicach II RP, wchodząc w skład gminy Mizocz w powiecie zdołbunowskim, w województwie wołyńskim.